# کلوین گراهام
کلوین گراهام (انگلیسی: Kelvin Graham؛ زادهٔ ۲۷ آوریل ۱۹۶۴) قایقران کایاک، و قایقران کانو اهل استرالیا است.